# Кръвоносен съд
Кръвоносните съдове са тънки „тръбички”, по които се движи кръвта. Те са три вида: артерии, вени и капиляри. Те имат обща дължина около 60 000 до 100 000 km.

## Артерии
Артериите са тръбести образувания, които изнасят кръвта от сърцето (камерите на сърцето) към органите. Те имат дебели стени изградени от три слоя: външен – от съединителна тъкан, среден – от съединителна тъкан и гладка мускулатура и вътрешен – от еднослоен епител. С отдалечаването си от сърцето артериите се разклоняват на все по-тесни клонове. Най-малките артерии се наричат артериоли и постепенно преминават в капиляри. Най-голямата артерия в сърцето е аортата. Тя излиза от лявата камера и чрез разклоненията си пренася кръв до всички клетки. Всички артерии носят артериална, богата на кислород (окислена) кръв. Единствено белодробната артерия носи венозна (неокислена) кръв, която е богата на въглероден диоксид. Белодробната артерия излиза от дясната камера и се разклонява, като разклоненията ѝ отнасят неокислената кръв до белите дробове, където кръвта се окислява.
Налягането на кръвта, което се получава при всеки удар на сърцето, се усеща в стените на артериите като пулс.

## Капиляри
Капилярите са най-малките кръвоносни съдове и се виждат само под микроскоп. Дължината им е околко 0,5 mm, а диаметърът им около 10 µm (микрометра), поради което в тях кръвните клетки се движат поединично. Стените на капилярите са изградени само от един слой епителни клетки, през които се извършва обмяната на вещества между кръвта и тъканите. Тази обмяна се извършва активно поради бавното движение на кръвта в капилярите, тънките им стени и огромната им повърхност(около 6500 m²). Кръвта не се движи едновременно във всички капиляри и повечето от тях са затворени. Колкото по-активна дейност извършва даден орган, толкова повече негови капиляри функционират. Кръвта от капилярите се събира във вени и по тях продължава пътя си към сърцето.

## Вени
Вените са тръбести образувания, които внасят кръв в сърцето (в предсърдията на сърцето). С приближаването си към него те стават все по-широки. Повечето от тях са успоредни на артериите и са разположени по-повърхностно от тях. По строеж венозните стени приличат на артериалните, но имат по-слабо развит мускулен слой и са по-тънки. Характерни за вените са джобовидните клапи по вътрешната им страна. Те осигуряват еднопосочно движение на кръвта и я подпомагат в движението ѝ към сърцето. Най-големите вени в човешкото тяло са горна и долна куха вена. Те внасят неокислена кръв в дясното предсърдие на сърцето. Всички вени носят венозна (неокислена) кръв, която е богата на въглероден диоксид. Изключение правят четирите белодробни вени, които пренасят артериална кръв от белите дробове до лявото предсърдие на сърцето.